# Nueva Carteya
Nueva Carteya is een gemeente in de Spaanse provincie Córdoba in de regio Andalusië met een oppervlakte van 69 km². In 2007 telde Nueva Carteya 5567 inwoners.

## Demografische ontwikkeling
Bron: INE, 1857-2011: volkstellingen
Opm.: In 1897 werd een gedeelte van de gemeente Baena aangehecht